# Henneveux
 Henneveux  es una población y comuna francesa, situada en la región de Norte-Paso de Calais, departamento de Paso de Calais, en el distrito de Boulogne-sur-Mer y cantón de Desvres.

## Demografía
| 242 | 251 | 246 | 241 | 232 | 252 |
| Para los censos de 1962 a 1999 la población legal corresponde a la población sin duplicidades (Fuente: INSEE [Consultar]) |     |     |     |     |     |